# 2004年アテネオリンピックのイスラエル選手団
2004年アテネオリンピックのイスラエル選手団（2004ねんアテネオリンピックのイスラエルせんしゅだん）は、2004年8月13日から8月29日にかけてギリシャの首都アテネで開催された2004年アテネオリンピックのイスラエル選手団、およびその競技結果。

## 概要
今大会は金メダル1個、銅メダル1個の合計2個のメダルを獲得した。

## メダル
| メダル | 選手名             | 競技       | 種目             |
| ------ | ------------------ | ---------- | ---------------- |
| 金     | ガル・フリードマン | セーリング | 男子ミストラル級 |
| 銅     | アリエル・ゼエビ   | 柔道       | 男子100kg以下級  |